# NGC 1418
NGC 1418 è una galassia a spirale barrata situata nella costellazione dell'Eridano, a una distanza di circa 196 milioni di anni luce dalla nostra Via Lattea.

## Scoperta
La galassia è stata scoperta il 5 ottobre 1785 dall'astronomo britannico di origine tedesca William Herschel.

## Descrizione
NGC 1418 ha una classe di luminosità II e presenta una larga riga a 21 cm dell'idrogeno neutro.

## Supernova
Il 6 dicembre 2013, all'interno di NGC 1418 è stata scoperta la supernova SN 2013gy nel corso del programma LOSS (Lick Observatory Supernova Search) dell'Osservatorio Lick. La supernova è stata classificata di tipo Ia.

## Gruppo di NGC 1417
NGC 1418 fa parte del Gruppo di NGC 1417 che comprende almeno 14 galassie, tra cui NGC 1358, NGC 1376, NGC 1417, NGC 1441, NGC 1449, NGC 1451 e NGC 1453.